# Seznam monackých opatů nullius, biskupů a arcibiskupů
Seznam monackých opatů nullius, biskupů a arcibiskupů uvádí přehled představitelů arcidiecéze monacké, která měla v letech 1868–1887 formu územního opatství (opatství nullius), v letech 1887–1980 formu diecéze a od roku 1981 je arcidiecézí.

## Opati nullius v Monaku
1. 1868–1871: Romaric Flugi
2. 1871–1874: Léandre de Dou, administrátor opatství
3. 1874–1875: Hildebrand Marie Dell'Oro di Giosuè
4. 1875–1877: Laurent Biale, administrateur de l'abbaye et évêque de Vintimille
5. 1877–1878: Émile Viale
6. 1878–1887: Charles Theuret

## Biskupové monačtí (od 1887)
1. 1887–1901: Charles Theuret
2. 1903–1915: Jean-Charles Arnal du Curel
3. 1916–1918: Gustave Vié
4. 1920–1924: Georges Bruley des Varannes
5. 1924–1936: Auguste-Maurice Clément
6. 1936–1953: Pierre Rivière
7. 1953–1962: Gilles Barthe
8. 1962–1971: Jean Rupp
9. 1972–1980: Edmond Abelé

## Arcibiskupové monačtí (od 1981)
1. 1981–1984: Charles-Amarin Brand
2. 1985–2000: Joseph Sardou
3. 2000–2020: Bernard Barsi
4. 2020–: Dominique-Marie David